# Dow W. Harter

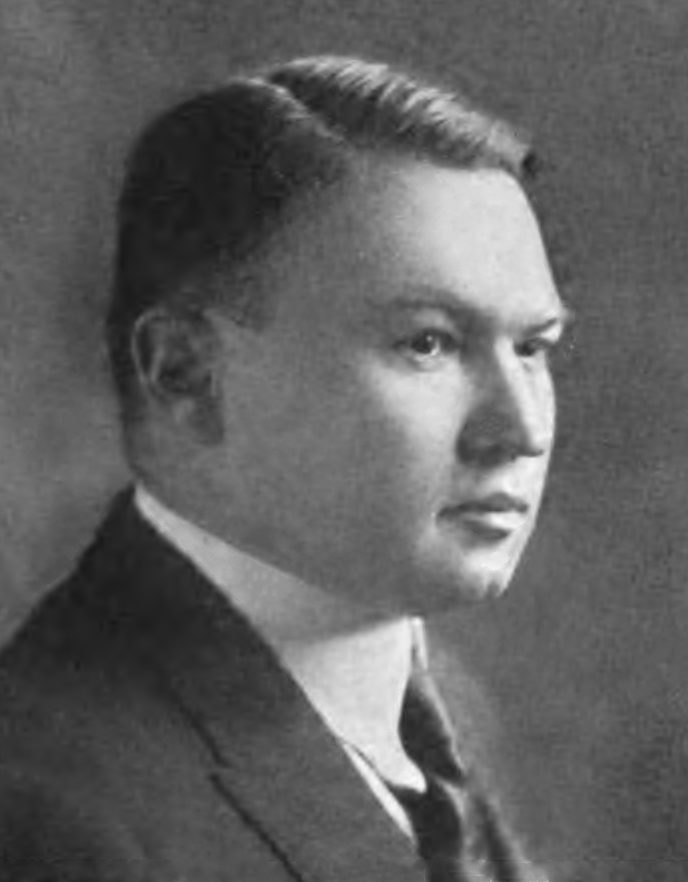
Dow W. Harter

Dow Watters Harter (* 2. Januar 1885 in Akron, Ohio; † 4. September 1971 in Washington, D.C.) war ein US-amerikanischer Politiker. Zwischen 1933 und 1943 vertrat er den Bundesstaat Ohio im US-Repräsentantenhaus.

## Werdegang
Dow Harter besuchte die öffentlichen Schulen seiner Heimat und studierte danach an der University of Michigan in Ann Arbor. Nach einem Jurastudium an derselben Universität und seiner 1907 erfolgten Zulassung als Rechtsanwalt begann er ab 1911 in Akron in diesem Beruf zu arbeiten. Von 1914 bis 1916 war er stellvertretender Staatsanwalt im Summit County. Gleichzeitig schlug er als Mitglied der Demokratischen Partei eine politische Laufbahn ein. In den Jahren 1919 und 1920 saß er als Abgeordneter im Repräsentantenhaus von Ohio; von 1918 bis 1926 war er Bundesbeauftragter (United States commissioner) in Akron.
Bei den Kongresswahlen des Jahres 1932 wurde Harter im 14. Wahlbezirk von Ohio in das US-Repräsentantenhaus in Washington gewählt, wo er am 4. März 1933 die Nachfolge des Republikaners Francis Seiberling antrat. Nach vier Wiederwahlen konnte er bis zum 3. Januar 1943 fünf Legislaturperioden im Kongress absolvieren. Bis 1941 wurden dort die New-Deal-Gesetze der Roosevelt-Regierung verabschiedet. Im Jahr 1935 wurden erstmals die Bestimmungen des 20. Verfassungszusatzes angewendet, wonach die Legislaturperiode des Kongresses jeweils am 3. Januar endet bzw. beginnt. Seit 1941 war auch die Arbeit des Kongresses von den Ereignissen des Zweiten Weltkrieges geprägt.
Im Jahr 1942 wurde Dow Harter nicht wiedergewählt. Nach seiner Zeit im US-Repräsentantenhaus arbeitete er bis 1965 als Partner in einer Rechtsanwaltskanzlei in Washington. Danach zog er sich in den Ruhestand zurück. Er starb am 4. September 1971 in Washington, wo er auch beigesetzt wurde.